# Калиновка (Жамбылский район)
Калиновка (каз. Калиновка) — село в Жамбылском районе Северо-Казахстанской области Казахстана. Входит в состав Первомайского сельского округа. Код КАТО — 594657200.

## География
Расположено около озера Тёмное.

## Население
В 1999 году население села составляло 201 человек (97 мужчин и 104 женщины). По данным переписи 2009 года, в селе проживало 176 человек (92 мужчины и 84 женщины).